# Glyptopetalum calocarpum
Glyptopetalum calocarpum là một loài thực vật có hoa trong họ Dây gối. Loài này được (Kurz) Prain mô tả khoa học đầu tiên năm 1891.